# Bơi lội tại Đại hội Thể thao châu Á 2018 - 1500 mét bơi tự do nữ
Nội dung 1500 mét bơi tự do nữ tại Đại hội Thể thao châu Á 2018 đã diễn ra vào ngày 19 tháng 8 tại Trung tâm thể thao dưới nước GBK.

## Các kỷ lục
Trước cuộc thi này, các kỷ lục thế giới, châu Á và đại hội còn tồn tại như sau.
| Kỷ lục thế giới | Katie Ledecky (Hoa Kỳ) | 15:20.48 | Indianapolis, Hoa Kỳ  | 16 tháng 5 năm 2018 |
| Kỷ lục châu Á   | Li Bingjie (CHN)       | 15:52.87 | Thiên Tân, Trung Quốc | 3 tháng 9 năm 2017  |
| Kỷ lục đại hội  | Nội dung mới           | 0        |                       |                     |

## Các kết quả

### Các đấu bơi
Các đấu bơi đã được tổ chức vào lúc 09:00 và 18:00.
| Hạng | Đấu bơi | Làn | Tên               | Quốc tịch  | Thời lượng | Ghi chú |
| ---- | ------- | --- | ----------------- | ---------- | ---------- | ------- |
| 1    | 2       | 4   | Wang Jianjiahe    | Trung Quốc | 15:53.68   | GR      |
| 2    | 2       | 5   | Li Bingjie        | Trung Quốc | 15:53.80   |         |
| 3    | 2       | 6   | Kobori Waka       | Nhật Bản   | 16:18.31   |         |
| 4    | 2       | 3   | Moriyama Yukimi   | Nhật Bản   | 16:34.23   |         |
| 5    | 2       | 7   | Gan Ching Hwee    | Singapore  | 16:39.70   |         |
| 6    | 2       | 2   | Han Da-kyung      | Hàn Quốc   | 16:58.57   |         |
| 7    | 1       | 5   | Katii Tang        | Hồng Kông  | 17:08.39   |         |
| 8    | 2       | 1   | Lam Hoi Kiu       | Hồng Kông  | 17:20.65   |         |
| 9    | 1       | 4   | Gabriella Doueihy | Liban      | 17:37.77   |         |
| 10   | 1       | 3   | Mai Thị Linh      | Việt Nam   | 17:40.56   |         |
|      | 2       | 8   | Ressa Kania Dewi  | Indonesia  | DNS        |         |